# Толон (Забайкальский край)
Толон (бур. ) — село в Могойтуйском районе Агинского Бурятского округа в Забайкальском крае России. 
Входит в состав сельского поселения Цаган-Челутай.

## География
Толон находится в горной местности возле села Цаган-Челутай.
Климат
резко континентальный с жарким летом и холодной малоснежной зимой. Средняя температура июля +18…+20 °С, января −22…-26 °С. Вегетационный период 150 дней и более.

## История
Село официально образовано в 2014 году, путем выделения из территории села Цаган-Челутай.
Закон Забайкальского края от 05 мая 2014 года N 977-ЗЗК «О преобразовании некоторых населенных пунктов Забайкальского края» сообщал:
Преобразовать следующие населенные пункты:
на территории Могойтуйского района

в) село Цаган-Челутай путем выделения, не влекущего изменения границ сельского поселения «Цаган-Челутай», сельских населенных пунктов с отнесением их к категории сел с предполагаемыми наименованиями — Известковое и Толон

## Население
| 2021 |
| ---- |
| 0    |

## Инфраструктура
Личное подсобное хозяйство.
Действовала комсомольско-молодежная овцеводческая бригада «Толон» колхоза им.XXII партсъезда (в с. Цокто-Хангил)

## Транспорт
Просёлочная дорога на село Цаган-Челутай.